# Третий дивизион Нидерландов по футболу
Третий дивизион Нидерландов по футболу (нидерл. Derde Divisie) — четвёртый по уровню турнир чемпионата Нидерландов по футболу, разыгрывается с 2010 года. До 2016 года турнир именовался как Топклассе (нидерл. Topklasse) и был третьим уровнем в системе футбольных лиг Нидерландов. С сезона-2016/17 турнир находится между вторым дивизионом и Хофдклассе.
Турнир разделен на два дивизиона — «Лига Субботы» (нидерл. Zaterdag Topklasse) и «Лига Воскресенья» (нидерл. Zondag Topklasse).

## Предыстория
Официальные соревнования по футболу в Нидерландах были основаны в 1956 году. До этого районные нидерландские футбольные ассоциации организовывали свои турниры, а победители этих турниров разыгрывали между собой национальный титул. В новой системе лиг было три профессиональных дивизиона: Eredivisie (Высший дивизион), Eerste Divisie (Первый дивизион) и Tweede Divisie (Второй дивизион). В 1971 году Второй дивизион был расформирован, шесть клубов перешли в Первый (чемпионы «Де Волевейккерс» вместе с «Эйндховен», «ВВВ-Венло», «Фортуна» (Влардинген), «ПЕК Зволле» и «Рода»), а остальные 10 клубов стали любительскими. Первый дивизион стал низшей лигой профессионального футбола в Нидерландах.
Любительские футбольные клубы основали отдельную систему лиг — Eerste Klasse, позднее переименованную в Хофдклассе (нидерл. Hoofdklasse). Но не было перемещений клубов между профессиональными и любительскими лигами по итогам сезона. Профессиональный футбольный клуб мог перейти в любительскую лигу, если у него отбирали лицензию; любительский клуб мог стать профессиональным только при выполнении определённых условий. 
В любительских клубах в Хофдклассе многие игроки являются полупрофессионалами, то есть получают зарплату в своих клубах. Это закрывает разрыв между клубами Эрстедивизи и Хофдклассе. Председатель нидерландской федерации футбола Хенк Кеслер неоднократно призывал к созданию лиги, которая стирала бы разрыв между профессионалами и любителями и давала бы возможность клубам перемещаться между лигами по результатам выступления в сезоне.
Первые планы по созданию Топклассе были отменены в 1999 году.

## Структура
Новая структура лиги была утверждена 6 июня 2009 года на заседании любительских клубов.
Состав клубов лиги был утверждён после окончания сезона 2009—10:
- Два клуба занявших 19 и 20 места в Первом дивизионе. (Первый дивизион был сокращён с 20 до 18 клубов)
- 4 клуба каждой из 6 групп в Хофдклассе занявших 1-4 места.
- 6 клубов из Хофдклассе, занявшие в группах 5-6 места и разыгравшие между собой 6 мест в Топклассе.

В лиге представлено 32 клуба разбитых на 2 дивизиона. По итогам сезона победители дивизионов разыграют между собой путёвку в Первый дивизион. Победитель заменит клуб занявший в Первом дивизионе 18 место. В случае если победитель отказывается или непригоден для повышения в классе, то его место занимает клуб занявший второе место. Если оба клуба не могут быть повышены в классе, то тогда обмена клубами между лигами не происходит.
В январе 2010 года клуб Первого дивизиона «Харлем» был признан банкротом , что сократило количество клубов, вылетающих из Первого дивизиона. Было принято решение, что освободившееся место в Топклассе займет клуб из Хофдклассе.
По окончании сезона 2015/16 семь клубов Топклассе перейдут в новообразованный, полупрофессиональный Национальный Дивизион (нидерл. Landelijke Divisie), который станет третьим в уровне футбольных лиг Нидерландов.